# Amt Seelow-Land
Amt Seelow-Land – związek gmin w Niemczech, leżący w kraju związkowym Brandenburgia, w powiecie Märkisch-Oderland. Siedziba związku znajduje się w mieście Seelow.
W skład związku gmin wchodzi siedem gmin wiejskich:
1. Falkenhagen (Mark)
2. Fichtenhöhe
3. Gusow-Platkow
4. Lietzen
5. Lindendorf
6. Neuhardenberg
7. Vierlinden

1 stycznia 2022 do związku gmin przyłączono gminy Gusow-Platkow oraz Neuhardenberg, które do 31 grudnia 2021 wchodziły w skład związku gmin Amt Neuhardenberg.